# 로룸현

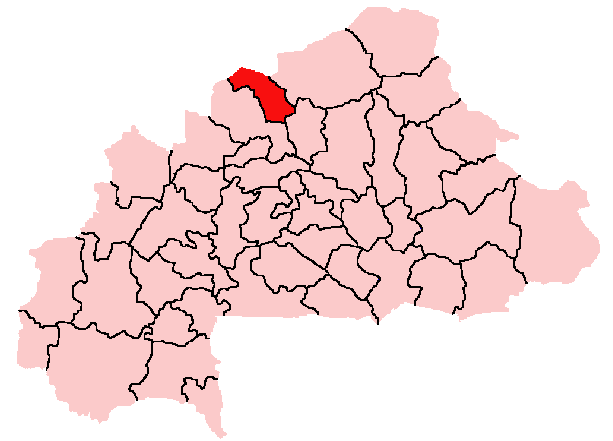
로룸현의 위치

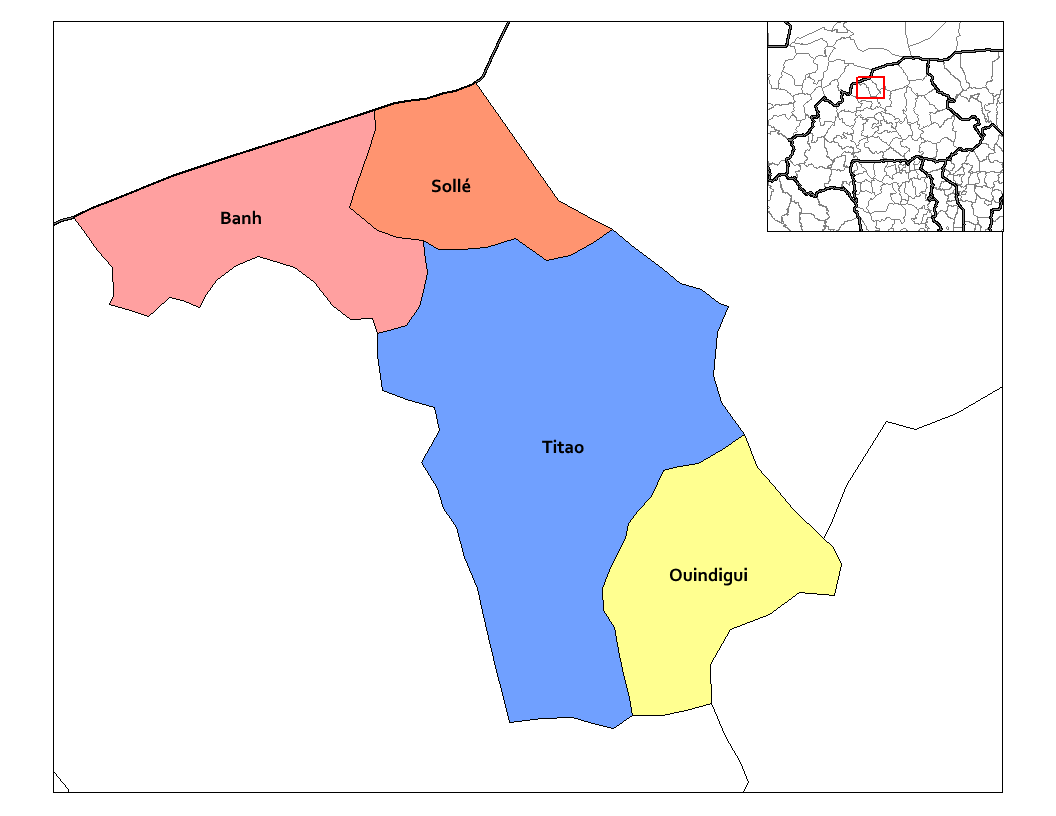
로룸현의 행정 구역

로룸현(프랑스어: Loroum)은 부르키나파소 북부주에 위치한 현으로, 현도는 티타오이며 면적은 3,592km2, 인구는 142,990명(2006년 기준)이다. 4개 군(반군, 우인디기군, 솔르군, 티타오군)을 관할한다.

## 같이 보기
- 부르키나파소의 주
- 부르키나파소의 현